# Epiphragma (Eupolyphragma) multiplex
Epiphragma (Eupolyphragma) multiplex is een tweevleugelige uit de familie steltmuggen (Limoniidae). De soort komt voor in het Australaziatisch gebied.